# Rugby league en Australia
Rugby league es un deporte muy popular en Australia, particularmente en los estados de Nueva Gales del Sur y Queensland (estos dos estados representan más de la mitad de la población de Australia), donde rugby league es el dominant deportes de invierno.
La National Rugby League es la competencia la participación de los clubes de élite de este deporte a nivel nacional. Nacido en 1998 de la fusión de dos competiciones, la Liga de Rugby (ARL designado por sus siglas inglesas) y el Super League, que opera en un sistema de franquicia en un campeonato cerrado, es decir que no hay descenso. Se compone de quince franquicias australianas - diez de Nueva Gales del Sur, Queensland tres y Victoria y el Territorio de la Capital Australiana - y Nueva Zelanda.
Coloquialmente conocido liga, fútbol o "Footy" por Australiens, la rugby league ha sido tradicionalmente el deporte de la clase obrera, mientras que el rugby union es el de clases medias y acomodadas.
Aunque rugby league es reconocido como un deporte de origen inglés, los australianos fueron a menudo iniciaron diversos cambios en las reglas de este deporte desde su introducción en la isla continente 1908.
La liga Federación Australiana de Rugby, Rugby League Comisión Australiana, responsable de la organización y el desarrollo de la liga de rugby en Australia. Gestiona el equipo de la liga de rugby de Australia, "Canguros" la liga de rugby hablaba internacional durante muchas décadas.

## Historia

### Génesis
El rugby llegó a Australia en la década de 1860 con el inglés. Tres años más tarde, en 1863, el  Sydney University Football Club 'se convirtió en el primer club en Sydney y complicaciones pocos partidos contra los marineros británicos. En la década de 1870, inter-clubes competiciones se celebran en todo el país y rápidamente más de cien clubes en 1880. La Unión de Rugby de Australia se convierte en el deporte de invierno dominante en Sydney. En 1888 un equipo de inglés gira por Australia, alternando las reglas del rugby y el fútbol australiano. En 1899, un equipo está configurado con jugadores de los estados de Queensland y Nueva Gales del Sur y molestia de los partidos contra un equipo británico.
A principios del XX siglo, surge un conflicto entre los jugadores de Australia y los líderes de la  Australian Rugby Union.  Los jugadores se descuidan y no reciben ninguna atención por parte de sus líderes que pueden obtener beneficios sustanciales (en julio de 1907, el partido entre Nueva Gales del Sur y el Team New Zealand atrae a 50.000 espectadores, que forma parte con ganancias del orden de más de 2.500 libras esterlinas, una suma importante en ese momento. Estas tensiones se exacerbaron cuando en mayo de 1907, Alex Burdon, jugador de rugby del equipo australiano de Rugby Union, es hombro fracturado en un partido de Nueva Gales del Sur contra Queensland. Herido, solo puede trabajar durante diez semanas y no recibe ayuda de la federación para el cuidado o el reembolso de ciertos gastos necesarios incurridos por su lesión. Esta actitud irrita líderes deportivos círculos Sídney incluyendo Victor Trumper, jugador de cricket Peter Moir y Harry Hoyle, jugadores de rugby y Jim Giltinan, un contratista.

### Los inicios de rugby league
En 1905, durante su primera gira en Gran Bretaña (gira que trae 12.000 libros a la New Zealand Rugby Football Unión), los All Blacks de Nueva Zelanda, incluyendo a George Smith, están sensibilizados durante su paso a través del norte de Inglaterra a la nueva forma de jugar al rugby en la Unión de Rugby del Norte, Rugby League. Smith compartió sus impresiones sobre su regreso a su país con varios amigos, entre ellos Albert Baskerville.
En 1906, los juegos de rugby son cada vez más populares en Sídney antes de la aparición de Dally Messenger. En julio de 1906, George Smith viaja a Sídney para anunciar el proyecto de formación de un equipo profesional de Nueva Zelanda de gira en Inglaterra contra los clubes de Rugby union del Norte. En este viaje, George Smith mantiene en secreto con muchos jugadores australianos. James Giltinan, amigo de George Smith, entra en contacto con los neozelandeses. Este último respondió que el primer partido se llevará a cabo 17 de agosto Veintiséis jugadores australianos 1907. James Giltinan se unen para formar una selección. El 23 de junio, la Unión de Rugby reaccionó a acortar esta rebelión incipiente. Ella pondrá en contacto con el seguro para los jugadores, sino también para la vida irradia jugadores que optan por el nuevo código.
El 8 de agosto, una reunión decisiva tuvo lugar en Crystal Hotel de Bateman en Sydney. Harry Hoyle, un exmiembro del Parlamento, preside la reunión asistieron medio centenar de personas. Entre ellos, los jugadores y directivos que decidieron secesión con la federación de rugby. Están de acuerdo en que el País de Gales Rugby Football League de New South abreviado NSWRL (no fue hasta 1922 que la Unión del Norte Inglés adoptará el nombre de Rugby Football League). Su primer director del comité Henry Hoyle para presidente, Victor Trumper como tesorero, secretario de James J. Giltinan, HR Miller como secretario adjoint6. El All Golds en su camino a Inglaterra jugará tres partidos contra el equipo del NSWRL los días 17, 21 y 24 augusto.
Este es Jim Giltinan dando el puntapié inicial del primer juego, sábado, 17 de agosto en los terrenos de la Real Sociedad Agrícola, ante 20.000 espectadores. El día anterior, Dally Messenger, Wallaby Internacional, se unió oficialmente a la nueva rugby. Esta brillante durante estas reuniones se invita, a unirse a la All Golds para su gira. El primer campeonato de Sydney comienza 20 de abril de 1908, ocho equipos participantes (Balmain, Eastern Suburbs, Glebe, Newcastle, Newtown, North Sydney, South Sydney y suburbios occidentales).
A principios de 1908, unos pocos jugadores en conflicto con la Unión de Rugby Queensland decidieron jugar al rugby de nuevo. Uno de ellos, Simon Bowland envía invitaciones a algunos jugadores prometedores de la nueva de rugby: George Watson, Jack O'Connor, Mickey Dore, Buck Buchanan, Jack y Alf Faulmer Fihelly. Este último es responsable en gran secreto para establecer las bases de la neo-rugby en Brisbane. El 28 de marzo de 1908, la Queensland Rugby League se crea como la Queensland Rugby Association.
Contactos Jack Fihelly con neozelandés Baskerville resultan rápidamente. De regreso en Inglaterra, el All Golds detener en Brisbane. El Sábado, 16 de mayo de 1908, reunido el Queensland - Nueva Zelanda tiene lugar en Brisbane. En mayo de 1909, del norte de Brisbane, Toombull, Valle, sur de Brisbane y Milton son los primeros clubes para competir en el campeonato de Queensland. Después de recibir el equipo de los maoríes en junio de 1908, para una serie de tres reuniones, Queensland fue a Sydney por primera interestatal NSW-QLD coincide con los días 11, 15 y 18 de julio de 1909. El Partido Laborista Australiano apoya el desarrollo de la liga de rugby en Queensland, ya que cumple con las necesidades de los jugadores, por lo tanto travailleurs.

### El auge de rugby league
En 1910, la liga de rugby rugby anulaciones sindicales y se convierte en el código principal de Nueva Gales del Sur y Queensland. El primer partido oficial de Australia se lleva a cabo en diciembre de 1908 en Inglaterra, con una puntuación de 22-22 sorteo, antes de 2000 espectadores. Un segundo test match se organiza en Newcastle en enero de 1909 con una victoria de 15-5 ante 22.000 espectadores Inglés, y finalmente un tercer partido confirma la supremacía Inglés con una victoria por 6-5. Después de estos tres partidos, los australianos sugieren estas reuniones a sobrenombre las cenizas, como Cricket. La primera gira británica en Australia interviene en 1910, Australia perdió el primer juego 20-27 y el segundo 17-22. No fue sino hasta 1920 que Australia se las arregla para ganar un viaje a casa con dos victorias a una, pero a publicar esta actuación hasta 1950 The Australian Rugby Board Liga de Control (más tarde después, la Liga de Rugby de Australia) fue creado en diciembre de 1924 para gestionar el equipo nacional. Antes de esta creación, los canguros fueron manejados por la Nueva Gales del Sur y Queensland Rugby League Rugby League. Es en 1924 que el equipo nacional es de los colores verde y oro. De hecho, antes de esa fecha, los colores de canguros eran los de Queensland y Nueva Gales del Sur, es decir, burdeos y azul.
Desde su creación en 1908, la Liga Premier NSWRL (también llamado el campeonato de Sydney) es para los clubes en Sydney y sus suburbios. Pero a partir de 1982, el NSWRL sigue los pasos de la VFL (Fútbol australiano) mediante la incorporación de otros equipos de otros estados australianos, para fundar un verdadero campeonato nacional. Los primeros equipos de cada Sydney a integrarse en el campeonato en 1982 son los Canberra Raiders y Illawarra Steelers (estos se basan en Wollongong sur de Sídney). A principios de 1980 se creó el Estado de origen para impulsar partidos interestatales entre Nueva Gales del Sur y Queensland. En 1988, por primera vez, dos equipos de Queensland unen a la competencia del NSWRL. Estos son los Brisbane Broncos y Gold Coast. Ese mismo año se produjo el refresh de un equipo de Newcastle, los Newcastle Knights. Desde 1982-1994, la competición se llama la Copa Winfield. En 1995, la Liga de Rugby de Australia se hizo con la Copa Winfield, anteriormente gobernado por el NSWRL. Este año también está marcada por la entrada de cuatro nuevos equipos: North Queensland Cowboys (Townsville), Sur Queensland Crushers, Western Rojos (Perth) y Auckland Warriors.
En 1995, el campeonato de la liga de rugby de Australia es un campeonato nacional real. La década de 1980 y primeros de 1990 fue la edad de oro del campeonato de Australia, simbolizado por la campaña publicitaria protagonizada simplemente el mejor cantante Tina Turner. La gente, el campeonato atrae la codicia y en particular las del multimillonario Rupert Murdoch. De hecho, después de perder los derechos de televisión del campeonato a favor de su competidor de Kerry Packer, el dueño de News Limited, Rupert Murdoch decidió fundar su propio campeonato millón de llamadas para comprar los mejores equipos y los mejores jugadores, y punto llamó la Guerra de la Superliga. Después de dos años de batalla legal, las dos federaciones rivales como la Super Liga y la Liga de Rugby de Australia, en 1998 decidieron fusionarse y crear una nueva liga unificada, la Liga Nacional de Rugby. Este conflicto no es sin consecuencias ya que el campeonato se ha vuelto menos popular en 1995 y muchos clubes de desaparecer o fusionarse. Sin embargo, en la década de 2000, el campeonato de la NRL asistencias latidos de registros con más de 16.000 espectadores por medio de juego en 2005. En 2008 se celebra el centenario de la liga de rugby en Australia con la organización de la Copa mundo. Canguros, defensor del título, desde 1975 y nueve veces campeón del mundo, perdiendo las finales para enfrentar Nueva Zelanda. En diciembre de 2010, ARL y News Corporation anunciaron su intención de crear una nueva autoridad independiente regirá la liga de rugby en Australia. En última instancia, se creará 10 de febrero de 2012 como la Comisión Australiana de Rugby League. Sustituye a la ARL y por lo tanto controla la NRL, el Estado de Origen y el equipo nacional de Australia. News Corporation ya no juega ningún papel en la organización de la liga de rugby en Australia.

## Instituciones de gobierno
Comisión Australiana de Rugby League (ARC) es el organismo que gestiona la liga de rugby en Australia desde el 10 de febrero de 2012. En particular, llevan el equipo nacional, Estado de la interestatal de la competencia Origen y la competencia principal del club : la Liga Nacional de Rugby. Desde 1998-2011, fue del 50% propiedad de la ARL y el 50% de News Limited.
A nivel estatal, la liga de rugby es administrado por las instituciones locales como el País de Gales Liga de Rugby New South (NSWRL) y Queensland Rugby League (QRL) que son miembros de la ARL, mientras que el Territorio del Norte Rugby League, Sur Australian Rugby League, la Tasmanian Rugby League, Victoriano Rugby League y Rugby League Australia Occidental tienen la condición de estados afiliadas.
La Nueva Gales del Sur tiene una segunda institución, es el New South Wales País Rugby League (NSWCRL) que gestiona la liga de rugby fuera del área metropolitana de Sídney. A pesar de su nombre, el NSWCRL también gestiona el deporte en el Territorio de la Capital Australiana.

## El equipo nacional
El equipo de la liga de rugby australiano, apodado el "Canguros" (canguros), es el equipo que representa a Australia en las principales competiciones internacionales de la liga de rugby. Es considerado el mejor equipo nacional en el mundo por su historial y la calidad de su campeonato nacional de la Liga Nacional de Rugby. En marzo de 2009, ella fue la primera en el ranking de los equipos nacionales de la liga de rugby.
Bienes punta de lanza del mundo de la liga de rugby con Inglaterra, Australia tiene en sus filas a algunos de los mejores jugadores del mundo desde el advenimiento de la liga de rugby a principios del siglo XX. Ella regularmente disputa de las cenizas contra Gran Bretaña, el Tres Naciones y la Copa del Mundo. Ella también estuvo de gira en Europa y en todo el mundo.
Australia tiene un total de títulos del campeonato de nueve mundiales en los trece años que sea posible, que siempre ha estado presente en la final (excepto en 1954) y ha ganado seis en fila desde 1975 hasta 2000. En 2008, los canguros perder título a su tierra, contra Nueva Zelanda. En el Tres Naciones, que tiene tres de los cuatro títulos posibles. Es el siguiente favorito Torneo Cuatro Naciones que sucede al Tres Naciones que se disputa en Inglaterra y Francia.

## State Of Origin
El State Of Origin es una serie anual jugó entre mayo y junio de cada tres partidos de liga de rugby entre dos selecciones de Australia: Nueva Gales del Sur azules (en representación del Estado de Nueva Gales del Sur) y Queensland Maroons (en representación del Estado Queensland).
Fundada en 1980, es uno de los eventos anuales más importantes y atractivos garantes de Australia fuertes audiencias de televisión y estadios con entradas agotadas. Los jugadores no son seleccionados por sus respectivos clubes en los que trabajan, pero su estado en el que jugaron su primer partido de alto nivel (ya sea de Nueva Gales del Sur o de Queensland). Sobre la base de esta rivalidad, estos juegos son vistos con una intensidad increíble y un rugby de alto nivel.
Los Azules de Nueva Gales del Sur en 2014 terminaron ocho victorias consecutivas cimarrones de Queensland.

## City vs Country
El City vs Country es una reunión anual de la liga de rugby en Nueva Gales del Sur (Australia) entre dos equipos llamados Ciudad y País. La ciudad es el equipo representativo de Sídney y su área metropolitana, mientras que el País es el resto del estado de Nueva Gales del Sur.
El concepto de esta reunión anual se publica en 1911 como la ciudad ganó 29-8. Pero es a partir de 1930, o diecinueve años más tarde, que esta reunión es un evento anual. Al principio, el País selecciona los mejores jugadores del New South Wales País Rugby League City y los mejores jugadores de los New South Wales Rugby League. En 1987, las reglas cambian porque los mejores jugadores son en su mayoría en Sídney y hacen poco competitiva País. Así, cualquier jugador del club nacido fuera de Sídney es elegible para representar al país.
Los jugadores seleccionados hoy juegan en Liga Nacional de Rugby, Liga de rugby competición de élite. El partido tendrá lugar en el calendario anual de reuniones antes de las tres de Estado de Origen.

## Competiciones de clubes
La Liga Nacional de Rugby (NRL) es la competición que participan clubes de Liga de rugby de elite a nivel nacional. Nacido en 1998 de la fusión de dos competiciones, la Liga de Rugby de Australia (ARL) y el Super League de Australia, que opera en un sistema de franquicias en un campeonato cerrado, es decir, hay no descenso. Se compone de quince franquicias australianos (diez de Nueva Gales del Sur, tres de Queensland, Victoria y el Territorio de la Capital Australiana) y uno que es Nueva Zelanda.
Se lleva a cabo en dos fases, primero un campeonato donde todas las franquicias 26 partidos y competir en un torneo final donde los ocho mejores equipos participantes en la fase final que conducen a la final donde la competencia es designado campeonato . El ganador entonces el argumento opuesto Mundial de Clubes de desafiar al ganador de la Superliga. El defensor del título es el Sydney Roosters.
Por debajo de la NRL, hay ligas profesionales y semi-profesionales, como la Copa de Queensland, el País de Gales Copa Nuevo Sur y Red Cup Bundaberg. Estas competencias representan un grupo de jugadores para el laboratorio nacional de referencia. Entonces a nivel amateur, hay muchas competiciones locales en Queensland y Nueva Gales del Sur. También hay concursos de aficionados en otros estados, con excepción de Tasmania.

## Popularidad

### Redundante
En 2008, el número total de titulares de licencias (incluyendo escuelas y clubes) es 423 584, un aumento del 4% respecto a 2007 y un 131% en comparación con los 2002.
El número de practicantes en la categoría júnior (6 a 18 años) aumentó de 79.000 en 1999 a 120.667 en 2008, un aumento del 95%. En cuanto al número de titulares de licencias en concursos escolares, es 269 377 en 2008, un aumento del 390% desde el año 2002. El número de practicantes en la categoría sénior, después de haber disminuido desde 1992, está comenzando a estabilizarse en los últimos años, con más de 30 000 pratiquants16.
La federación de Queensland Rugby League (Queensland Rugby League) tiene un total de 133,230 profesionales en 2008, por lo que es la mayor federación de jugadores en frente de la New South Wales Rugby League y País Rugby League (menos 120, 000 practicantes de cada uno) 16. Afiliados estados (Victoria, Australia del Sur, Australia Occidental, Territorio del Norte y Tasmania) representan poco más de 60 000 profesionales, pero consideran que su número aumenta en un 177% desde 2003.
ARL Development17 es responsable de la promoción de la liga de rugby en Australia mediante la introducción de los jóvenes en las escuelas. Proporciona un portal web con 2000 sitios y clubes compétitions18 y un directorio de sitios web de todos los clubes existentes Australie.

### Estadios llenos de gente
Los principales campeonatos de Australia, la Liga Nacional de Rugby son los clubes de campeonato nacionales cuya asistencia media por partido (16.406 espectadores por medio de juego en 2010 (excluyendo la final)) 13 es el más grande en el mundo, todo códigos de rugby confusas. En Australia, uno de la liga de fútbol de Australia, la AFL tiene grandes multitudes.
En 1995, el campeonato lleva el total de 3,061,893 espectadores. Este año, cinco clubes vieron su asistencia promedio superior a 20.000 espectadores (Brisbane Broncos, Auckland Warriors, Newcastle Knights, North Queensland Cowboys y del Sur Queensland Trituradoras).
En 1996, la caída de asistencia total, de 3.061.893 en 1995 a 2.450.776, una disminución de 611 117 espectadores. Esta disminución de la asistencia coincide con el inicio de la Guerra de los Super League13.
Cuando la escapada competición Superliga comenzó en 1997, reúne a 1,111,189 fanes, o un promedio de 12.347 espectadores, y el campeonato de la ARL, por su parte, acumuló 1.308.824 con una asistencia promedio de 91 513 9 .
En 1998, dos competiciones se fusionaron para convertirse en el laboratorio nacional de referencia. El primer año, esta nueva competencia atrae a 10.935 espectadores moyenne13. Luego, desde 1999 a 2004, promedio de asistencia será de entre 13.000 y 14.000 espectadores promedio. En 2005, el campeonato está experimentando multitudes récord, con 16.468 asistencia media por rencontre13. Luego, desde 2006 a 2008, el pico promedio multitudes en todo 15 000 espectadores. En 2009, la asistencia total de 3,084,481 espectadores, el récord anterior 1995 se rompe y pasa la asistencia media de 16.000 espectadores por segunda vez.
El récord de asistencia para un partido de la liga (de doble cabecera: Manly-Newcastle y San Jorge Illawarra Parramatta-) es 104,583 espectadores, 6 de marzo de 1999 en el estadio de Australia a Sydney13. La asistencia récord para una final de campeonato es 107,558 espectadores en 1999 al ganar Melbourne el St. George Illawarra en el Estadio de Australia en Sídney.
| años | La asistencia total (regular) | La asistencia promedio (regular) | La asistencia promedio (final) |
| 1998 | 2 624 359                     | 10 935                           | 22 839                         |
| 1999 | 2 843 065                     | 13 937                           | 34 873                         |
| 2000 | 2 614 665                     | 14 366                           | 31 951                         |
| 2001 | 2 412 528                     | 13 256                           | 29 965                         |
| 2002 | 2 355 184                     | 13 084                           | 33 446                         |
| 2003 | 2 604 501                     | 14 469                           | 32 360                         |
| 2004 | 2 640 690                     | 14 671                           | 33 505                         |
| 2005 | 2 964 288                     | 16 468                           | 34 710                         |
| 2006 | 2 808 055                     | 15 600                           | 34 163                         |
| 2007 | 3 024 040                     | 15 750                           | 34 220                         |
| 2008 | 2 993 469                     | 15 591                           | 31 902                         |
| 2009 | 3 084 481                     | 16 065                           | 39 050                         |
| 2010 | 3 149 927                     | 16 406                           | 37 872                         |
| 2011 | 3 124 415                     | 16 273                           | 37 937                         |
| 2012 | 3 153 142                     | 16 423                           | 37 039                         |
| 2013 | 3 060 531                     | 15 940                           | 31 635                         |

El Estado de Origen (serie de tres juegos entre Nueva Gales del Sur y Queensland) es la competición de la liga de rugby de Australia que atrae a más gente al estadio. Esto se explica por la existencia de una gran rivalidad entre estos dos equipos y el juego de nivel superior jugados por ellos. Estos juegos atraen a más espectadores que el equipo nacional. El récord de asistencia para un Estado de partido Origin es 88,336 espectadores en el estadio de Australia en Sídney, 1999. La multitud récord para un partido internacional de 70,204 espectadores en el Sídney Cricket Ground, 6 de junio de 1932, para la porción entre Gran Bretaña a Australia.
| años | State of Origin | Selección nacional (número de partidos) |
| 1998 | 38 490          | 18 571 (1)                              |
| 1999 | 55 267          | 21 378 (2)                              |
| 2000 | 53 025          | 23 511 (2)                              |
| 2001 | 52 866          | - (0)                                   |
| 2002 | 59 417          | 31 844 (1)                              |
| 2003 | 61 230          | 30 000 (1)                              |
| 2004 | 67 770          | 21 537 (1)                              |
| 2005 | 62 436          | 34 286 (2)                              |
| 2006 | 60 025          | 34 312 (5)                              |
| 2007 | 60 630          | 35 241 (1)                              |
| 2008 | 66 262          | 34 385 (6)                              |
| 2009 | 61 288          | 37 152 (1)                              |
| 2010 | 60 821          | 23 986 (4)                              |

### Audiencias de televisión
Las emisiones de televisión de la liga de rugby se encuentran entre las mejores audiencias de todos los programas. En 2008, los diez programas más vistos, cuatro son partidos de la liga de rugby. Los tres Estado de origen coincide con el rango de 3 al 5 lugar (3.382 millones de espectadores para el tercer juego, el primer partido de 3328 y 3299 para el segundo juego). El final del campeonato está clasificado en décimo lugar con 3.010 millones de espectadores. Entre los veinte principales audiencias sobre los canales de pago, dieciséis son juegos de rugby XIII21. En 2009, la liga de rugby es el deporte más visto en la televisión australiana con una audiencia acumulada de 128,5 millones de espectadores.

## Cobertura de los medios de comunicación
Todos los partidos de campeonato de la NRL es televisado, ya sea en un canal libre (Canal 9 que retransmite tres partidos a la semana, el viernes por la noche en la Noche de Fútbol y el domingo por la tarde a domingo de fútbol) o un canal de televisión de pago (Fox Sports). El State Of Origin serie se emite por Canal 9, así como los partidos internacionales. Holden Copa se emite por Fox Sports (dos partidos a la semana) y ABC Queensland Queensland Copa y ABC2 (un juego por semana). En 2005, el laboratorio nacional de referencia haya tocado a 500 millones de dólares australianos para la venta de sus derechos de televisión Canal 9 y Fox Sports. En 2012, Nine Network y Fox Sports han desembolsado $1025 millones, equivalente a 850 millones €, para fijar los derechos de la liga de rugby de Australia durante cinco años23. El laboratorio nacional de referencia Footy Show, transmitido por Canal 9, es un programa de televisión, la mezcla de noticias en la liga de rugby y el espectáculo cómico, fue nominado cinco veces el deporte como populares muestran en Australia (2000, 2005, 2006 , 2007, 2009) 24.
Periódico australiano Major, The Australian, The Courier-Mail, Daily Telegraph, The Sydney Morning Herald, The Age and Herald Sun, recuento de la liga de rugby en sus columnas. La revista oficial de la NRL Big League, el sucesor de The Rugby League Noticias desde 1974.
Transmisiones de estaciones de radio de Sydney 2GB viven todos los partidos de la NRL Viernes a domingo, mientras que la estación de Triple M muestra el partido del lunes. La estación de radio de la ACB, también transmite los partidos del fin de semana.

## La cultura popular

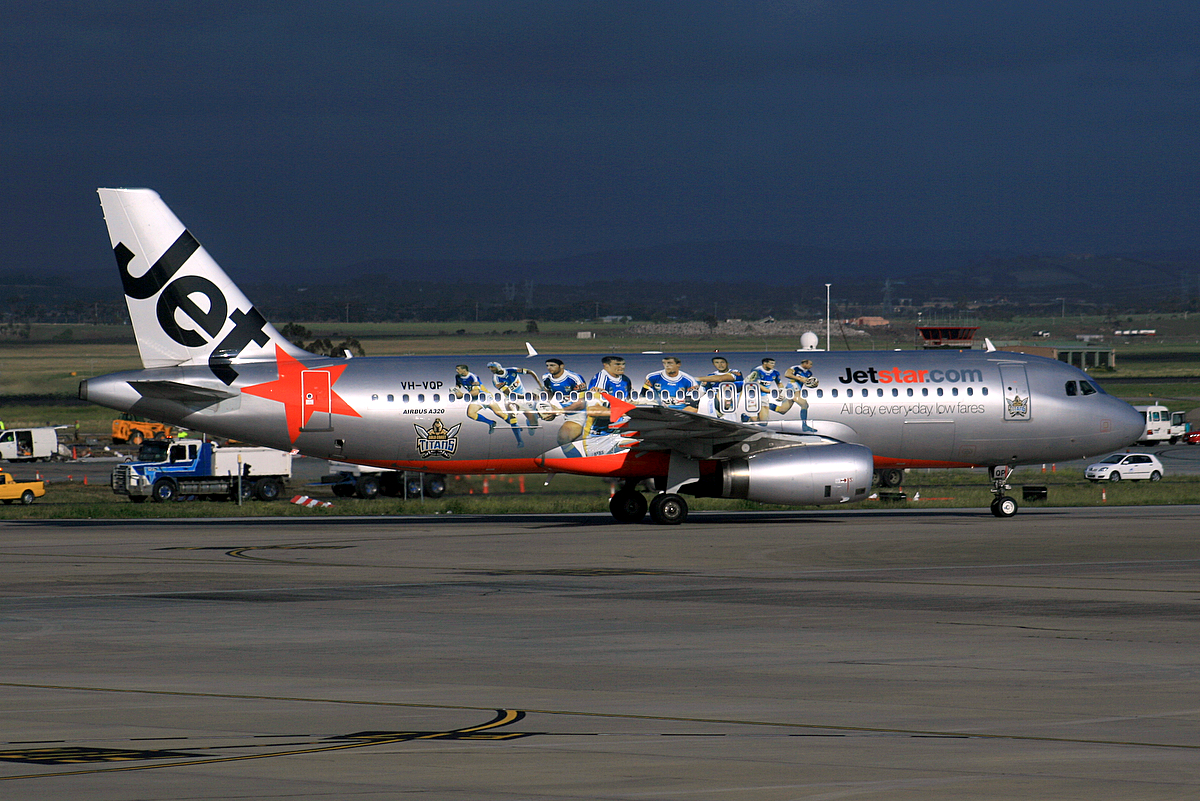
Avión equipo Gold Coast Titans

Liga de Rugby ha contribuido significativamente a la cultura de Australia y de la identidad nacional. Escritores australianos famosos como Banjo Paterson, Thomas Keneally, que popularizó el sobrenombre de la liga de rugby, que debemos a el exjugador Horrie Miller: El juego más grande de todos y Kenneth Slessor escribieron este sport2. El carácter de Reg Reagan caricatura de los años 80 del ventilador Treiziste amorosos los cigarrillos de lucha, de cerveza y fumar en la marca Winfield, interpretado por el exjugador Mateo Johns, Footy Show en el programa de televisión, es muy querido el público australiano. En 2004, se realizó una canción titulada ¿Estoy nunca va a ver el Biff vez más ?, ¿Qué le dice a la disminución de la violencia en el profesional de la liga de rugby. Ella colocó en el top 40 de las listas australianas.
Las referencias a la liga de rugby están presentes en películas australianas como Footy Legends, lanzado en 2006, que cuenta la historia de un joven australiano de origen vietnamita sale de su situación social precaria al ganar un torneo de la liga de rugby. Al año siguiente la película The Final Winter se centra en la historia del capitán de la liga de rugby Newtown Jets y las transformaciones de los años 80.
Muchos videojuegos liga de rugby tienen éxito en Australia, Australian Rugby League, lanzado en 1995, sobre Mega Drive y desarrollado por Electronic Arts, Liga de rugby y su secuela NRL Rugby League 2, lanzado en 2003 y 2005 en PC, PS2 y Xbox, desarrollado por los neozelandeses Sidhe Interactivo. Estas dos últimas reservas golpearon registros en las tiendas de Sídney (Rugby League rompió el récord anteriormente en manos de Grand Theft Auto: Vice City)